# Station Beers
Beers is een voormalige stopplaats aan de spoorlijn Leeuwarden - Stavoren. De stopplaats van Beers is gebruikt van 16 juni 1883 tot 15 mei 1938.
Station Beers werd in het begin van de Tweede Wereldoorlog korte tijd heropend; het werd op 1 juni 1940 weer in gebruik genomen maar werd op 24 november van datzelfde jaar weer gesloten, ditmaal voorgoed.